# 岸田省吾
岸田 省吾（きしだ しょうご、1951年 -）は、日本の建築学者、建築家、博士（工学）。
1970年東京都立日比谷高等学校卒業。東京大学卒業。同大学院建築学専攻修了。同大学大学院工学系研究科建築学専攻博士課満期退学。
岡田新一設計事務所を経て、磯崎新アトリエにて勤務。
現在は東京大学工学部建築学科名誉教授であり、同特任教授。専門は建築設計、建築意匠論。日本建築学会歴史・意匠委員会委員、文京区景観審議会会長。

## 主要な作品
東京大学のキャンパス計画に携わった建物などを設計している。
- 東京大学工学部2号館新館
- 武田先端知ビル
- 東京大学小石川博物館
- 東京大学内藤セミナーハウス

## 主要な著作

### 単著
- 『バルセロナ : 地中海都市の存在証明 』丸善、1991年
- 『建築意匠論 』丸善、2012年
- 『大学の空間から建築の時空へ 』鹿島出版会、2012年

### 編著
- 『東京大学本郷キャンパス案内』 東京大学出版会、2005年
- 『建築の「かたち」と「デザイン」』鹿島出版会、2009年

## 主要な翻訳
- William Allin Storrer著『フランク・ロイド・ライト全作品 』丸善、2000年
- レム・コールハース『建築家の講義 レム・コールハース』丸善、2006年
- ル・コルビュジエ『建築家の講義 ル・コルビュジエ』丸善、2006年